# Plan média
Le plan média, également appelé Media planning jusqu'en 1985, est le terme englobant l'ensemble des opérations et études nécessaires à la définition des critères de diffusion publicitaire d'un produit.
Le plan média est utilisé afin d'atteindre les objectifs de communications visés. Ces objectifs, définis au préalable, prennent en compte de multiples critères, tels le coût de la communication, la portée, la durée, etc.
Durant l'élaboration du plan média, on définit divers critères, certains sont dits stricts et d'autres sont absolus. Ces critères sont la base du plan média et doivent être impérativement respectés. À ces critères stricts, s'ajoutent d'autres critères qui seront définis par les objectifs de communication.
Un des critères stricts les plus courants est le budget investi dans la campagne de communication. C'est en fonction de ce budget que le type de la campagne, le vecteur et la durée seront définis.
De nos jours, les plans médias sont élaborés par des entreprises de publicité. Les annonceurs ont besoin que leurs produits soient connus du public. C'est ainsi qu'ils recourent aux médias.

## Le contenu du plan média
Le plan média se décompose en cinq grandes étapes :
-le brief média ;
-le choix média/hors-média ;
-la stratégie média ;
-le support planning ;
-le calendrier.